# Cataloi, Tulcea
Cataloi (în germană Katalui) este un sat în comuna Frecăței din județul Tulcea, Dobrogea, România. Se află în partea de nord a județului,  în Dealurile Tulcei. Cercetările arheologice efectuate în apropierea satului au scos la iveală urmele unei așezări romane de secol II-III, peste care se suprapune o alta din perioada  medieval timpurie (secolele X-XI).

## Istoric
În perioada 1840-1859 localitatea a fost populată cu coloniști cu origini italiene, cunoscuți ca italieni. Majoritatea au venit in localitate începând cu 1840, fiind strămutați din Italia. În 1857 aici s-au așezat germani de confesiune baptistă, care au fost strămutați în 1940, împreună cu ceilalți germani dobrogeni.
Un documentar despre această zonă a fost realizat de primăria comunei Frecǎței.